# Ofensiva de Gorlice-Tarnów
L'ofensiva de Gorlice-Tarnow fou una operació militar del front oriental de la Primera Guerra Mundial, iniciada per Alemanya a la zona entre les viles de Gorlice i de Tarnów, al sud-est de Cracòvia, com una ofensiva per alleugerir la pressió que exercien els russos sobre l'exèrcit austrohongarès més al sud. El ràpid èxit aconseguit per les tropes alemanyes feu que l'ofensiva es generalitzés a gairebé tot el front i provoqués una retirada general de les tropes russes, amb el resultat final que les potències centrals recuperaren tota Galítzia i ocuparen la Polònia russa, Lituània i parts de Belarús.

## Operacions anteriors
Després de les primeres operacions de 1914, a la zona nord del front oriental, el VIII exèrcit alemany, sota el comandament de Paul von Hindenburg i Erich Ludendorff havia envoltat i destruït el II exèrcit rus a la batalla de Tannenberg i després havia fet gairebé el mateix amb el I exèrcit rus a la primera batalla dels llacs Masurians. Així, a final de setembre a la zona nord les potències centrals tenien la situació controlada.
A la zona sud, en canvi, les coses s'havien tornat més preocupants per a Berlín i Viena. L'exèrcit austrohongarès inicià la seva ofensiva amb un cert èxit, penetrant a la Polònia russa. Tot i així, un contraatac rus a final de setembre trencà les línies austrohongareses, que iniciaren una retirada. Els russos penetraren a la Galítzia austrohongaresa i aconseguiren que l'exèrcit austríac s'hagués de retirar fins a la línia defensiva dels Carpats. Alemanya envià el IX exèrcit per ajudar els seus aliats i atacà a la zona de Varsòvia en la batalla del Vístula que, tot i que amb èxit inicial, no tingué continuïtat i les tropes alemanyes tornaren més o menys a la línia inicial. Els russos prepararen un atac a la zona de Silèsia i, al mateix temps, els alemanys redesplegaren el IX exèrcit amenaçant el flanc dret rus. La batalla que se'n seguí, la batalla de Lodz, resultà inconclusiva, però provocà una retirada ordenada dels russos cap a l'est, a prop de Varsòvia.

## Prolegòmens
A començament de 1915, Hindenburg i Ludendorff realitzaren un nou redesplegament del novè exèrcit cap al nord, per iniciar l'ofensiva a la frontera russoproussiana que culminaria en la segona batalla dels llacs Masurians, que eliminà bona part del X exèrcit rus i amenaçà des del nord les forces russes a Polònia. A continuació Hindenburg i Ludendorff proposaren una gran operació d'encerclament a Polònia, amb els seus exèrcits avançant des del nord i les tropes austrohongareses des del sud. Nogensmenys, el cap d'estat major, Erich von Falkenhayn, considerà que l'operació era massa ambiciosa i, d'altra banda, tampoc volia penetrar massa en territori rus. A diferència de Hindenburg i Ludendorff, Falkenhayn no creia que la guerra pogués finalitzar amb un conjunt d'accions decisives, com havia acabat la Guerra Francoprussiana i considerava que s'havia de forçar els russos a negociar, sense humiliar-los massa ni conquerir massa territori que pogués dificultar un acord.
En conseqüència, Falkenhayn decidí una ofensiva important a la zona de Gorlice i Tarnów, al sud-est de Cracòvia, una zona fins al moment relativament tranquil·la. L'abril de 1915, el XI exèrcit, acabat de formar sota el comandament d'August von Mackensen, fou transferit del front occidental cap a la zona de Cracòvia. El pla era que, juntament amb el IV exèrcit austrohongarès, sota el comandament de l'arxiduc Josep Ferran, havia d'atacar les posicions del III exèrcit rus. El comandament global de l'operació estava en mans de von Mackensen, depenent directament de Falkenhayn.

## Desenvolupament

### L'ofensiva inicial
L'1 de maig, després d'un intens bombardeig d'artilleria començà l'atac, que agafà per sorpresa les tropes russes, malgrat que els preparatius no havien passat desapercebuts. Mackensen concentrà 10 divisions d'infanteria i una de cavalleria (126.000 homes, 457 peces d'artilleria lleuera, 159 d'artilleria pesant i 96 morters) en el sector d'atac, de 35 km de llargada, contra 5 divisions russes (60.000 homes amb 141 peces lleugeres i 4 pesants). Les línies russes col·lapsaren ràpidament, deixant 140.000 presoners i obligant la resta a retirar-se. Aquesta retirada fou especialment ràpida i en poques setmanes les tropes alemanyes i austrohongareses havien recapturat la major part de Galítzia i l'amenaça contra Àustria-Hongria havia desaparegut. Per als austríacs fou especialment gratificant recuperar la fortalesa de Przemyśl el 3 de juny. A començament de juny les línies s'estabilitzaren, amb una penetració final d'uns 150 quilòmetres.
En aquesta ofensiva s'utilitzaren per primera vegada al front oriental les tècniques desenvolupades des del començament de la guerra: atacs d'infanteria acuradament preparats i bombardeig previ d'artilleria amb una cortina de foc mòbil que avançava per davant de la infanteria a mesura que aquesta progressava.

### Generalització a tot el front
Davant de l'èxit aconseguit, i davant les pressions de Hindenburg i Ludendorff, Falkenhayn autoritzà ampliar les operacions a la zona nord del front. A començament de juliol els exèrcits centrals reiniciaren l'ofensiva a tot el front. Amb inferioritat numèrica i encara desorganitzades pels atacs anteriors, tot l'extrem sud de les línies russes es col·lapsà de nou i iniciaren una retirada. Mentrestant, els exèrcits alemanys al nord pressionaven tota la concentració russa a la zona
El 13 de juliol tot el front meridional havia retrocedit 150 km més fins al riu Bug. Els continuats atacs dels exèrcits del nord, dirigits cap al centre de Polònia, acabaren per trencar també les línies en aquesta zona a mitjan juliol. Els alemanys aviat avançaren per tota la planura polonesa i el 25 d'agost ja havien capturat Brest-Litovsk. Varsòvia, que havia quedat aïllada, fou capturada el 5 d'agost. Finalment, en una darrera operació, les tropes de Hindenburg i Ludendorff capturaren Vílnius el 18 de setembre. D'aquesta manera el front havia passat d'estar situat aproximadament a la línia fronterera entre Alemanya i Rússia al nord i als Carpats al sud, a estar situat a uns 300 quilòmetres a l'est de Varsòvia, des del mar Bàltic a la frontera amb Romania i no quedava cap territori de les potències centrals ocupat per l'exèrcit rus, al contrari, tota la Polònia russa quedava ara sota ocupació alemanya, juntament amb parts de Lituània i Belarús. El front quedà estabilitzat aproximadament en aquesta situació fins a l'ofensiva Brussílov de 1916.

## Valoracions i conseqüències
Malgrat l'èxit espectacular de les potències centrals, Falkenhayn intentà sempre que els seus exèrcits no s'endinsessin més del que podien assumir en territori rus. Si bé havia donat permís a Hindenburg i Ludendorff per envair Lituània, els comminà a no avançar gaire més a l'est de Vílnius i a romandre en posicions de fàcil defensa. Falkenhayn fou sempre conscient dels perills d'internar-se massa a Rússia (recordant la catastròfica invasió de Napoleó), de la fragilitat de l'exèrcit austrohongarès i de les necessitats urgents en el front occidental. A més, una vegada en territori rus uns camins i ferrocarrils insuficients impedirien fer grans redesplegaments de tropes i moviments d'encerclament com els realitzats per Hindenburg i Ludendorff el 1914 i per Mackensen durant aquesta mateixa ofensiva.
Falkenhayn era partidari d'una pau separada amb Rússia i això també l'influí a refrenar els impulsos expansionistes de Hindenburg i Ludendorff. Una ocupació considerable de territori rus no facilitaria possibles negociacions de pau; Rússia preferiria esperar ajuda dels seus aliats abans que renunciar a parts importants del seu territori, mentre que els alemanys més annexionistes no estarien disposats a retornar a Rússia territori conquerit per les armes. Així i tot, l'ocupació de tota la Polònia russa fou suficient per animar a Alemanya els partidaris de l'annexió total de Polònia, sentiments que no facilitaren en absolut els contactes oficiosos de cara a una pau separada entre les potències centrals i Rússia.
D'altra banda, en aquesta ofensiva fou especialment dura la brutalitat d'ambdós bàndols contra la població civil. Les tropes russes destrossaven camps i propietats a mesura que s'anaven retirant, amb menyspreu cap a polonesos i lituans. Els alemanys, per la seva part avançaren com a conqueridors, amb el mateix resultat i preparant el territori per a l'annexió a l'imperi. No era aliè a aquest comportament el sentiment de bona part de la població alemanya de sentir-se el baluard de la civilització contra la barbàrie eslava. L'exèrcit austrohongarès, en canvi, va jugar sovint la carta de presentar-se com a alliberador de l'opressió russa contra els polonesos, recordant la naturalesa diversa de la corona dual, però, en el millor dels casos, fou rebut amb indiferència.